# Allopelecinus ruoyae
Allopelecinus ruoyae (лат.) — ископаемый вид мелких наездников рода †Allopelecinus из семейства Pelecinidae (Proctotrupoidea). Меловой период: Бирманский янтарь (около 100 млн лет). Юго-Восточная Азия: Мьянма. Видовое название ruoyae дано в честь мисс Руоя Цзин (Ruoya Jing).

## Описание
Мелкие перепончатокрылые наездники, длина тела 6,2 мм; длина переднего крыла 1,7 мм. Усики из 13 члеников, первый членик жгутика короче скапуса; скапус сравнительно короткий, мезоскутум и мезоскутеллум слабо выпуклые латерально; метасома удлинённая, первый метасомальный сегмент так же широк базально, как и дистально, второй сегмент самый короткий из всей метасомы, шестой сегмент такой же широкий, как третий и острый апикально.

## Систематика и этимология
Вид был впервые описан в 2024 году группой китайских энтомологов (Zhen Wang, Chungkun Shih, Taiping Gao; Пекин, Китай) по материалам из бирманского янтаря вместе с †Abropelecinus rasnitsyni, †Eopelecinus strangulatus, †Stelepelecinus minutus и †Abropelecinus rectus. Видовое название ruoyae дано в честь мисс Руоя Цзин (Ruoya Jing), подруге дарителя янтарного образца мистера Фаньюаня Ся (Fangyuan Xia), за её любезную помощь и поддержку Ся. Новый вид отнесён к роду †Allopelecinus Zhang and Rasnitsyn, 2006 на основании родового диагноза Allopelecinus. Однако новый вид отличается от †Allopelecinus terpnus по следующим признакам: 1) антенна 13-сегментная, короче, чем голова и мезосома вместе взятые (по сравнению с 15-члениковой антенной, почти такой же длины, как голова и мезосома вместе взятые у A. terpnus); 2) скапус немного длиннее первого членика жгутика (против скапус короче первого членика жгутика); 3) первый метасомальный сегмент такой же широкий в базальном и дистальном направлении, наиболее широкий в средней части (против первый метасомальный сегмент вдвое шире базально, чем дистально, наиболее широкий за его серединой); 4) второй метасомальный сегмент самый короткий из всей метасомы (по сравнению с тремя нижними сегментами, постепенно постепенно уменьшающихся в длину и ширину, третий метасомальный сегмент самый короткий из всей метасомы); и 5) шестой метасомальный расширен перед серединой длины, острый апикально, почти такой же широкий, как третий (против шестого метасомального сегмента, сильно расширенного перед серединой длины, более толстого, чем третий).